# Publius Attius Varus
Publius Attius Varus (mort le 17 mars 45 avant J.-C.) était le gouverneur romain de l'Afrique pendant la guerre civile entre Jules César et Pompée Magnus ("Pompée le Grand"). Il déclara la guerre à César et combattit initialement pour vaincre Gaius Scribonius Curio, qui fut envoyé contre lui en 49 avant J.-C.

## Carrière politique
Varus occupa le poste de préteur jusqu'en -53. Il n'y a aucune trace de sa carrière politique antérieure. On suppose qu'il était promagistrate, et probablement promoteur, en Afrique en -52 et peut-être même auparavant.

## Rôle dans la guerre civile
Au début de la guerre civile, Varus, adhérent des optimistes, était stationné à Picenum à la tête d’une force considérable. À l'approche de César, il est forcé d'évacuer la région. Lui et ses levées ont rejoint Pompée dans les Pouilles.
Lorsque Pompée quitte l'Italie pour la Grèce, Varus se rend en Afrique et prend possession de son ancienne province, attribuée à Q. Aelius Tubero dans le but d'obtenir du grain. Exclu de sa province par Varus, Tubero rejoint ensuite Pompée. Varus était bien connu en Afrique grâce à son mandat précédent, et a ainsi pu lever deux légions.

### La bataille pour l'Afrique
César a envoyé Curio en Afrique pour l'éloigner des Pompéiens. Curio reçut le commandement en guise de récompense pour son soutien politique, mais il n'avait qu'une expérience militaire limitée et ne possédait aucune haute fonction. Il commandait des légions initialement recrutées par les pompéiens, mais qui avaient changé d'allégeance lors de la reddition à Corfinium.
Curio débarqua avec succès ses forces près d'Utica, surprenant l'armée de Varus. Un des officiers de Varus, Sextus Quinctilius Varus, qui était à Corfinium, a exhorté les légions de Curio à déserter et à retrouver leur loyauté initiale. Les troupes refusèrent et, après un succès dans une escarmouche de cavalerie, Curio les mena dans une attaque audacieuse et difficile qui mit rapidement en déroute l'armée de Varus. Encouragé par ce succès, Curio agit sur ce qui s’avère être un renseignement erroné et attaque ce qu’il croit être un détachement de l’armée de Juba. En fait, la majeure partie des forces du roi était présente et, après un premier succès, les forces de Curio ont été prises en embuscade et pratiquement anéanties. Curio était entouré des restes de ses troupes au sommet d’une colline et mourut au combat. Seule une petite fraction de son armée, y compris l'historien Asinius Pollio et le futur consul Gaius Caninius Rebilus, s'est enfuie en Sicile.

### Conséquences
Après la bataille de Pharsalus, les Pompéiens restants, y compris Cato, se sont enfuis en Afrique pour continuer la lutte. Sur l'insistance de Caton, Varus démissionna du commandement suprême du consulaire Metellus Scipio. Le rang officiel de Varus datant de 48 av. J.-C. était legatus pro praetore, comme l'attestent les preuves par inscription.
En -46, Varus était l'un des commandants de la flotte pompéienne. Après la défaite à la bataille de Thapsus, Varus s'enfuit à Hispania (Espagne). Là, il est vaincu au large de Carteia dans une bataille navale par Gaius Didius, qui commande la flotte de César, et contraint de rejoindre l'armée à terre. Il tombera à la bataille de Munda. Selon Appien d'Alexandrie, sa tête et celle de Titus Labienus furent présentées à César.

## Sources primaires
- Cicero, ad Att. viii. 13, b, 15, 20; pro Ligar. JE.
- Jules César, Commentaires de Bello Civili i. 12, 13, 31; ii. 23—44.
- Dion Cassius XLI. 41, 42; xlii. 57, xliii. 30, 31.
- Appian, Bellum civile ii. 44—46; ii. 105
- Lucan, Bellum civile (alias Pharsalia) iv. 713, foll.
- Aulus Hirtius, Bellum Afr. 62, 63.